# Visitas papais ao Brasil

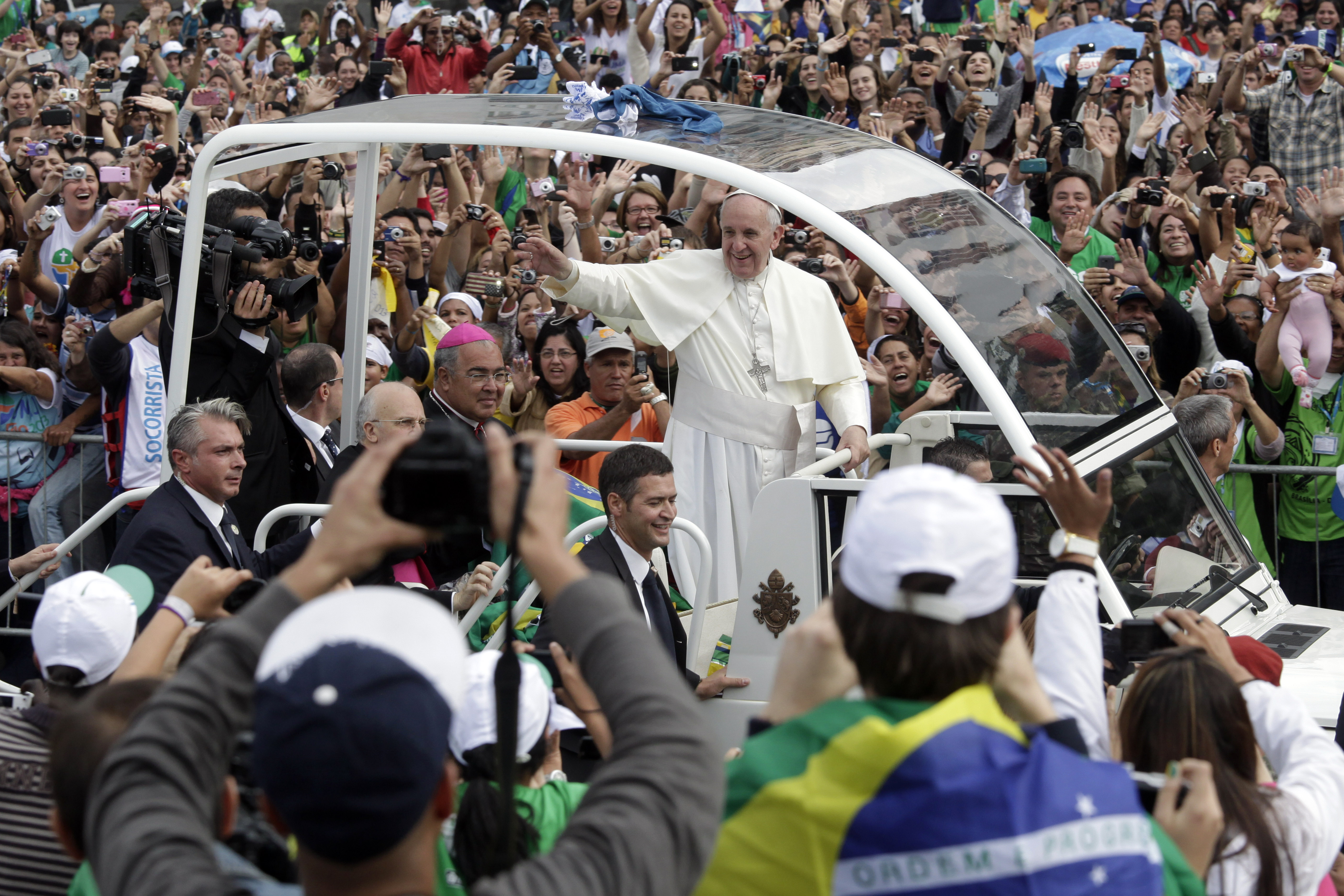
Papa Francisco durante sua visita ao país em 2013.

Três papas já visitaram o Brasil — João Paulo II, Bento XVI e Francisco. A primeira viagem foi em 1980 e a mais recente em 2013. Foram seis viagens no total, com João Paulo II tendo feito quatro (em 1980, 1982, 1991 e 1997) e Bento XVI e Francisco tendo feito uma única viagem durante seus pontificados (em 2007 e 2013, respectivamente).

## Papa João Paulo II

### Visita de 1980

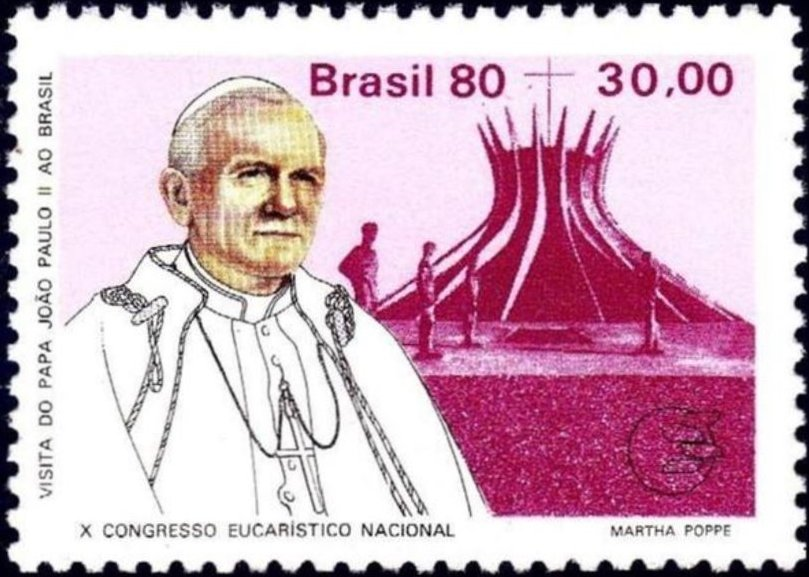
Selo comemorativo da visita do Papa João Paulo II em 1980, com a Catedral Metropolitana de Brasília.

Em 30 de janeiro de 1980, a Santa Sé anunciou que o Papa João Paulo II visitaria o Brasil em julho. A viagem marcaria a primeira visita de um papa ao país, que na época tinha mais católicos do que qualquer outro país. Dos 120 milhões de habitantes do país, aproximadamente 95% foram batizados na Igreja Católica. No entanto, de acordo com James Nelson Goodsell, do The Christian Science Monitor, a igreja "lutou por anos com apoio morno" da população, com mais da metade de todas as pessoas não envolvidas no catolicismo. A viagem deveria durar 12 dias, o que marcaria o maior tempo gasto por um papa em um único país fora da Itália na era moderna. Além disso, esperava-se que o papa viajasse extensivamente pelo país, cobrindo cerca de 10,000 milhas (16,093 kilometres).
Na época, a Igreja Católica no Brasil estava amplamente dividida em diferentes campos liderados por bispos conservadores, moderados e progressistas. A ala progressista em particular era considerada uma forte crítica da ditadura militar que governava o país, tendo dado seu apoio a uma greve geral dos metalúrgicos em abril de 1980 e defendendo uma reforma agrária que ia contra as políticas do governo. Em junho de 1980, o senador pró-ditadura Jarbas Passarinho acusou a igreja de defender a derrubada do governo. Nesse contexto, os progressistas no país estavam esperançosos de que o papa expressasse algum apoio à sua teologia da libertação. Segundo Goodsell, esse ativismo social causou um recente renascimento do apoio geral à igreja. Charles A. Krause, escrevendo para o The Washington Post, disse que, "Embora em viagens anteriores à África e ao México ele tenha ponderado cuidadosamente suas palavras ao falar sobre o ministério da igreja para os pobres, observadores acreditam que ele pode ser incapaz de evitar tomar uma posição durante seus 12 dias no Brasil."
O papa chegou ao Brasil na segunda-feira, 30 de junho, desembarcando na capital, Brasília. A jornalista Robin Wright, que acompanhou o papa durante a viagem, relatou que todas as igrejas católicas tocaram seus sinos em uníssono após o anúncio de seu desembarque no rádio. Durante toda a viagem, o papa tentou falar português. Os veículos para sua viagem foram fornecidos pelo governo federal. De acordo com Krause, o papa também teve "acesso gratuito" ao rádio e à televisão do país.
Durante a viagem, o papa visitou as cidades de Belo Horizonte, Rio de Janeiro e São Paulo na Região Sudeste, Belém, Recife e Salvador na Região Nordeste, e Brasília e Manaus no interior do país. Ao longo da viagem, o papa destacou o ativismo social da igreja, especialmente no que diz respeito a ajudar os pobres, e usou a viagem para promover a justiça social. Em Manaus, o papa defendeu o aumento dos direitos à terra para os povos indígenas do Brasil. Durante uma visita a uma igreja paroquial na favela do Vidigal, no Rio de Janeiro, João Paulo II fez um presente surpresa à igreja, dando-lhes um anel de ouro que havia sido presenteado a ele por seu antecessor, o Papa Paulo VI, após sua elevação ao posto de cardeal. Na igreja, onde se encontrou com várias centenas de moradores locais, ele disse: "Uma sociedade que não é socialmente justa, e não pretende ser, coloca seu próprio futuro em perigo" e que "[a] Igreja quer ser a igreja dos pobres".
Em várias aparições públicas, ele expressou sua discordância com algumas das políticas do governo federal.  Em São Paulo, ele se dirigiu a um grupo de mais de 100.000 trabalhadores sindicais, gritando "Solidarnosc! Solidarnosc!" com o punho erguido, em referência ao sindicato antiautoritário polonês. Ele afirmou que "o poder nunca deve ser usado para proteger os interesses de um grupo contra outro" e que os princípios do cristianismo exigiam "libertar o mundo da dominação de uma ordem opressora". De acordo com Wright, o discurso "foi uma invocação para agir contra a ditadura militar do Brasil". No Recife, ele instou o governo a dar terras aos pobres, dizendo: "É inaceitável que o desenvolvimento geral de uma sociedade exclua homens e mulheres do campo, precisamente aqueles que estão prontos para trabalhar com as próprias mãos e que precisam disso para se alimentar". A viagem terminou em 11 de julho, após um passeio turístico ao rio Amazonas. No total, João Paulo II viajou aproximadamente 17,500 milhas (28,164 km) pelo país durante sua estadia de 12 dias.

### Visita de 1982
Em 11 de junho de 1982, durante uma viagem à Argentina, João Paulo II fez uma escala no Aeroporto Internacional do Rio de Janeiro-Galeão. Durante esta curta visita, ele fez um discurso no aeroporto.

### Visita de 1991
Em 12 de outubro de 1991, o papa chegou a Natal para uma viagem de 10 dias pelo Brasil, durante a qual esperava visitar 10 cidades. Antes da viagem, o The New York Times relatou que o papa deveria abordar uma série de questões que afetavam tanto a igreja quanto a população em geral, incluindo a desigualdade social e o crescimento da popularidade das denominações protestantes e religiões afro-americanas. Em seu primeiro dia de viagem, ele abordou o primeiro dizendo que existiam "desequilíbrios econômicos perversos que carregam consigo uma discriminação individual e social intolerável". Em relação ao último, ele atribuiu o problema principalmente ao número de padres católicos no país, que ele chamou de "insuficiente". Entre a viagem do papa em 1980 e seu retorno em 1991, estimou-se que vários milhões de católicos batizados no Brasil haviam se convertido ao protestantismo. Segundo a United Press International, ele também deveria abordar a violência contra os povos indígenas e o desmatamento da Floresta Amazônica.
Ao chegar a Natal, foi recebido pelo Ministro das Relações Exteriores Francisco Rezek em nome do presidente Fernando Collor de Mello. Esta foi sua primeira visita ao país desde a redemocratização do Brasil em 1985, que viu eleições democráticas pela primeira vez desde o golpe de Estado no Brasil em 1964. Logo após sua chegada, foi recebido por uma multidão de cerca de 300.000 pessoas na Praça do Congresso e discursou para os 10.000 participantes do 12º Congresso Eucarístico Nacional. No dia seguinte, ele conduziu uma missa ao ar livre na qual aproximadamente 100.000 pessoas participaram. Durante o evento, o papa atacou algumas denominações evangélicas protestantes por oferecerem às pessoas "falsas miragens" e por espalharem "imagens falsas" e "simplificações distorcidas". Mais tarde naquele dia, ele supervisionou o encerramento do congresso eucarístico antes de voar para São Luís, no Maranhão. Em 16 de outubro, ele presidiu uma missa em Cuiabá, onde pediu perdão aos indígenas brasileiros pela "fraqueza e defeitos" de alguns missionários católicos, mas defendeu a Igreja Católica por suas contribuições à sociedade sul-americana. O papa partiu do Brasil em 21 de outubro, com sua última parada antes de retornar a Roma sendo a cidade de Salvador.
Em um artigo de 2017 publicado no American Economic Journal, os acadêmicos Vittorio Bassi e Imran Rasul levantaram a hipótese de que a visita do papa pode ter sido responsável por um pequeno baby boom no Brasil, apontando que vários dos discursos do papa incluíram múltiplas discussões sobre casamento, família e filhos. Resumindo suas descobertas, Chris Fleisher, da American Economic Association, escreveu: "Os autores descobriram que a visita do Papa reduziu as intenções individuais de usar métodos contraceptivos em mais de 40% e aumentou a frequência de relações sexuais desprotegidas em 30%. De fato, nove meses depois, houve um aumento correspondente de 1,6% nos nascimentos."

### Visita de 1997
Em 2 de outubro de 1997, João Paulo II chegou ao Brasil para uma estadia de quatro dias no país. O objetivo principal de sua visita era participar do Encontro Mundial das Famílias, que contava com a presença de cerca de 2.500 outros bispos. Em 4 de outubro, ele se encontrou com o presidente Fernando Henrique Cardoso no Palácio das Laranjeiras, no Rio de Janeiro. No início do ano, Cardoso havia sido o primeiro presidente na história brasileira a visitar o papa na Cidade do Vaticano. Antes de sua chegada ao palácio, ele fez uma parada não anunciada na favela de Sumaré, no Rio de Janeiro, onde milhares de pessoas se aglomeraram na estrada para vê-lo. Para proteger o papa, cerca de 26.000 detetives, soldados e policiais militares estavam estacionados nas favelas. Mais tarde naquele dia, ele presidiu uma missa para cerca de 5.000 pessoas na Catedral de São Sebastião do Rio de Janeiro e, posteriormente, se encontrou com as famílias no Estádio do Maracanã. Em 5 de outubro, no Aterro do Flamengo, ele celebrou uma Missa Solene que contou com a presença de cerca de 1,5 milhão de pessoas. Durante sua estadia no Brasil, a mensagem do papa se concentrou principalmente na família, o que incluía a oposição ao aborto e ao casamento entre pessoas do mesmo sexo.

## Papa Bento XVI

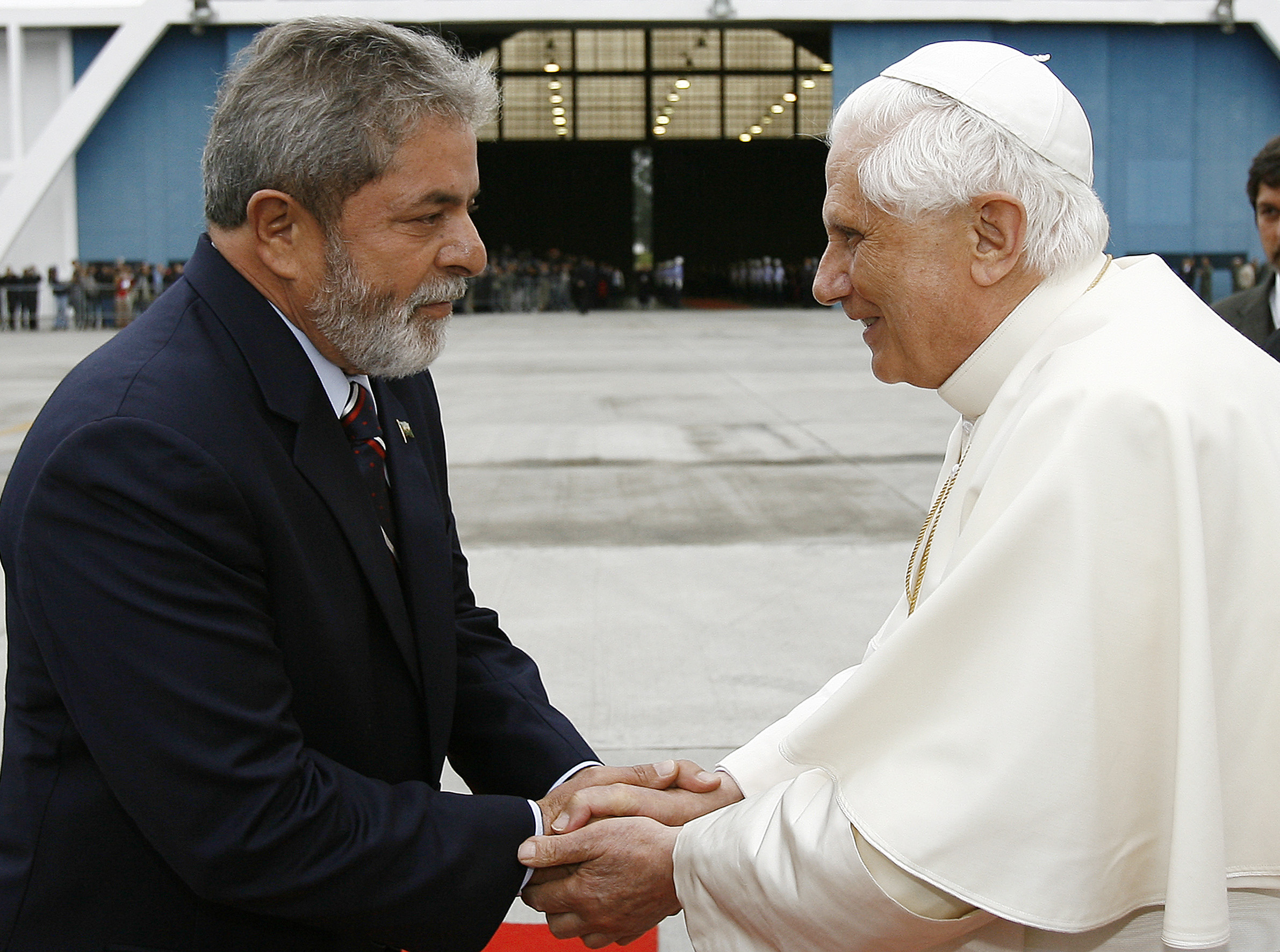
Papa Bento XVI (à direita) com o presidente Luiz Inácio Lula da Silva em 2007

O Papa Bento XVI visitou o país em 2007, chegando ao Aeroporto Internacional de São Paulo-Guarulhos em 9 de maio. O objetivo principal de sua viagem era presidir a abertura da Quinta Conferência Geral do Episcopado Latino-Americano e do Caribe em Aparecida. No entanto, de acordo com o Pew Research Center, um dos principais objetivos da viagem do papa era combater a ascensão do pentecostalismo no país. Na época, o país ainda ostentava a maior população católica do mundo, mas como porcentagem da população, esse número havia diminuído. Objetivos adicionais expressos pelo próprio papa incluíam o combate ao aborto e a promoção do bem-estar aos pobres. A viagem foi a primeira de Bento ao hemisfério ocidental como papa, posição para a qual havia sido eleito apenas dois anos antes.
Ao chegar ao aeroporto, ele foi recebido pelo presidente Luiz Inácio Lula da Silva. Enquanto uma cerimônia ao ar livre estava planejada para sua chegada, a chuva fez com que a cerimônia fosse transferida para um local fechado. Depois, o papa viajou de papamóvel até o Mosteiro de São Bento, que o hospedou durante sua estadia na cidade. Em 12 de maio, ele partiu da cidade para Aparecida.
Em 13 de maio, ele presidiu a abertura da conferência, que foi realizada na Catedral Basílica de Nossa Senhora Aparecida. Durante a cerimônia, o papa atacou a legislação que permitia o aborto e os anticoncepcionais, dizendo que eles estavam "ameaçando o futuro dos povos" e, adicionalmente, denunciou o capitalismo e o marxismo como "sistemas que marginalizam Deus". Ele também promoveu o que Ian Fisher e Larry Rohter do The New York Times disseram que "equivalia a uma história revisionista" das origens do catolicismo na América Latina, dizendo: "Na verdade, a proclamação de Jesus e de seu Evangelho não envolveu em nenhum momento uma alienação das culturas pré-colombianas, nem foi a imposição de uma cultura estrangeira". Ele argumentou ainda contra a incorporação de práticas culturais indígenas nas práticas religiosas católicas, que alguns membros do clero latino-americano vinham defendendo.
Bento partiu de São Paulo para Roma mais tarde naquele dia via Alitalia. Mais tarde, ele discutiu sua viagem em um discurso feito para vários milhares de espectadores na Praça de São Pedro em 23 de maio.

## Papa Francisco

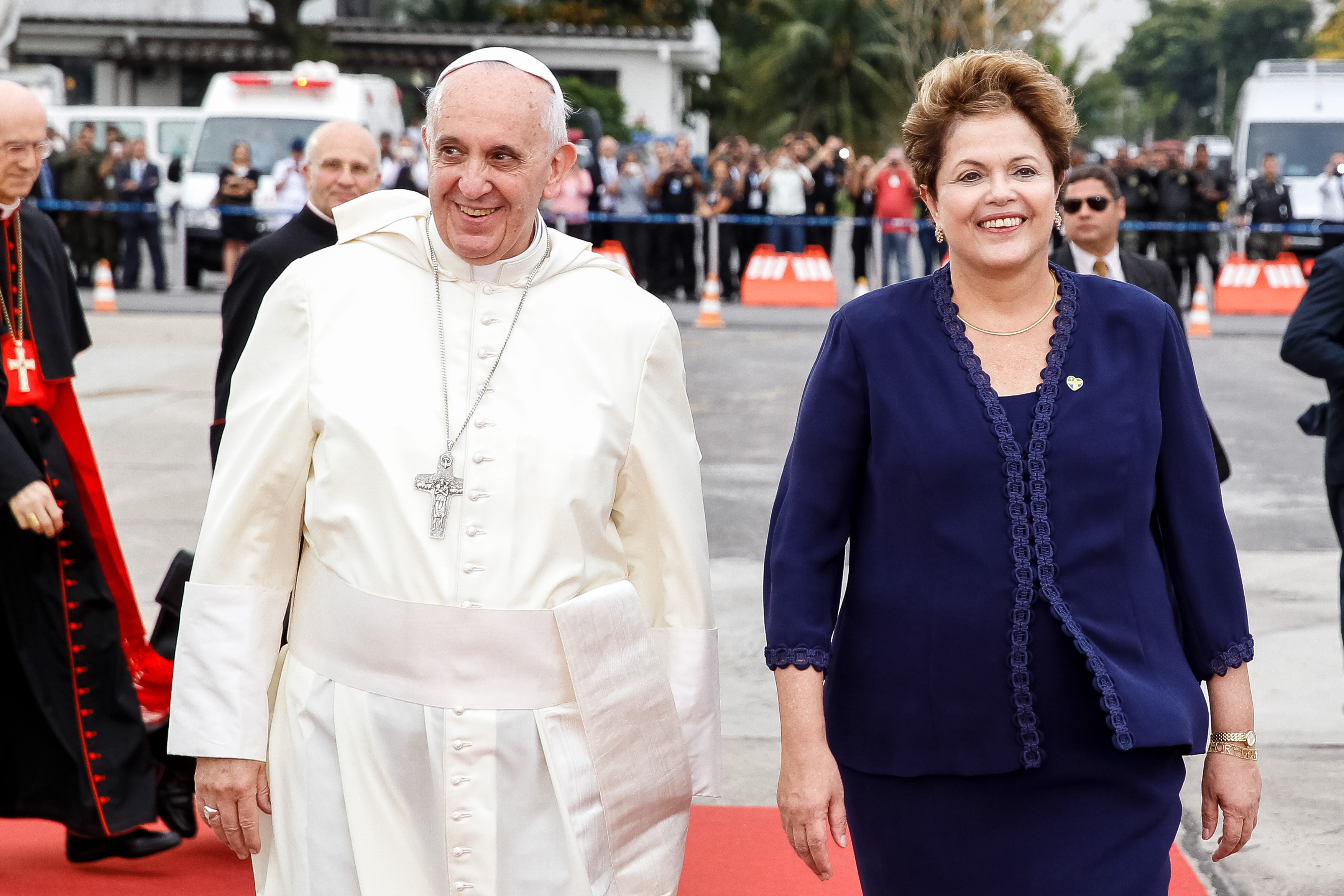
Papa Francisco (à esquerda) com a presidente Dilma Rousseff em 2013

O Papa Francisco viajou ao Brasil em 22 de julho de 2013 para celebrar a Jornada Mundial da Juventude daquele ano. Foi sua primeira viagem internacional desde que se tornou papa. Ele chegou ao país pelo Aeroporto Internacional do Galeão, no Rio de Janeiro, onde foi recebido pela presidente Dilma Rousseff. Após sua chegada, ele fez um discurso no Palácio Guanabara. Ele se hospedou na residência Sumaré, no Rio de Janeiro, que também foi a residência de João Paulo II durante duas de suas visitas ao país. Durante sua visita, ele celebrou uma missa papal em Guaratiba, um bairro na zona oeste da cidade. Em 28 de julho, ele supervisionou uma missa na praia de Copacabana que contou com a presença de aproximadamente 3 milhões de pessoas. Ele partiu do Brasil mais tarde naquela noite.